# Mon bébé a disparu
Mon bébé a disparu (My Baby Is Missing) est un téléfilm américain réalisé par Neill Fearnley et diffusé le 4 mars 2007 sur Lifetime.

## Synopsis
Alors qu'elle est presque à terme, elle est sur le point de donner naissance à une petite fille, Madeline, Jenna Davis vice-présidente, stressée par son travail, séparée du père de l'enfant, Tom. Sur conseil de son médecin elle engage une infirmière à domicile. À la suite de cette visite, elle tombe inconsciente ; à son réveil à l'hôpital on lui annonce qu'elle a accouché d'un bébé mort-né dont elle n'a pas le moindre souvenir.

## Fiche technique
- Titre original : My Baby Is Missing
- Réalisation : Neill Fearnley
- Scénario : Don Nelson
- Photographie : Larry Lynn
- Musique : Chris Ainscough
- Sociétés de production : Venice Productions
- Durée : 90 minutes
- Pays :  États-Unis

## Distribution
- Gina Philips (VF : Barbara Delsol) : Jenna Davis
- Warren Christie (VF : Bruno Choël) : Tom Robbins
- Ellie Harvie (en) (VF : Véronique Augereau) : Lynne / Nicole
- Jay Brazeau : Dolan Severs
- Anna Galvin (VF : Rafaèle Moutier) : Dana Hoch
- Wanda Cannon (VF : Marie-Laure Beneston) : Dale Pendergast
- Matthew Walker (en) : Docteur Seligman
- Leanne Adachi (VF : Cathy Diraison) : Debbie
- Peter Bryant (VF : Jean-Paul Pitolin) : Détective Reese
Version française
  - Studio de doublage : Mediadub International
  - Direction artistique : Marie-Laure Beneston
  - Adaptation des dialogues : Éveline Bisarre

 Source et légende : version française (VF) sur RS Doublage et selon le carton du doublage français télévisuel.